# ان‌جی‌سی ۷۰۰۴
ان‌جی‌سی ۷۰۰۴ (انگلیسی: NGC 7004) یک کهکشان مارپیچی در فاصله حدود ۳۳۰ میلیون سال نوری از زمین در صورت فلکی هندی قرار دارد.  قطر این کهکشان ۱۶۶۹۸۰ سال نوری برآورد شده است. NGC 7004 توسط ستاره‌شناس جان هرشل در ۲ اکتبر ۱۸۳۴ کشف شد.